# Santa Marinha do Zêzere
Santa Marinha do Zêzere is een plaats (freguesia) in de Portugese gemeente Baião en telt 2 852 inwoners (2001).